# West Allis
West Allis – miasto w Stanach Zjednoczonych. Położone w stanie Wisconsin, w hrabstwie Milwaukee.